# Boris Uspienski
Boris Andriejewicz Uspienski (ros. Борис Андреевич Успе́нский; ur. 1 marca 1937 w Moskwie) – rosyjski filolog, semiotyk kultury, mitograf.

## Życiorys
Jeden ze współtwórców Tartusko-Moskiewskiej Szkoły Semiotyki. W roku 1960 ukończył studia na Uniwersytecie Moskiewskim im. M.W. Łomonosowa, gdzie wykładał do roku 1982. Pracował m.in. z Jurijem Łotmanem, który wpłynął na jego idee. Następnie pracował w Harvard University, Cornell University, na uniwersytecie w Wiedniu i Uniwersytecie w Grazu. Obecnie wykłada na uniwersytecie w Neapolu. Mieszka w Rzymie. Został wybrany na członka wielu europejskich towarzystw naukowych i akademickich.
Bibliografia jego prac liczy kilkaset pozycji, w tym 28 książek.
Historia i semiotyka to zbiór studiów, obrazujący przemianę, której semiotyka uległa w latach osiemdziesiątych pod wpływem spotkania z historią. Uprzywilejowanym terenem badań, na podstawie których autor buduje swe modele teoretyczne, są dzieje i kultura Rosji.

## Tłumaczenia prac na język polski
Książki:
- Kult św. Mikołaja na Rusi, przeł. Elżbieta Janus, Maria Renata Mayenowa, Zofia Kozłowska, Lublin 1985, Wyd. Katolickiego Uniwersytetu Lubelskiego, s. 375, ISBN 83-00003096 (1982)
- (z Wiktorem M. Żywowem) Car i bóg. Semiotyczne aspekty sakralizacji monarchy, przeł. i wstępem opatrzył Henryk Paprocki, Warszawa 1992, Wyd. PIW, s. 158, ISBN 83-06020618.
- Poetyka kompozycji: struktura tekstu artystycznego i typologia form kompozycji przeł. Piotr Fast, Katowice 1997, Wydawnictwo Naukowe Śląsk, ISBN 83-7164-078-1.
- Historia i semiotyka, przeł. i przedmową opatrzył Bogusław Żyłko, Gdańsk 1998, Wyd. słowo/obraz terytoria, s. 215, ISBN 978-83-88560-67-5.
- Car i patriarcha: charyzmat władzy w Rosji: bizantyjski model i jego nowe rosyjskie ujęcie, oprac. i przeł. Henryk Paprocki, Katowice 1999, Wydawnictwo Naukowe Śląsk, ISBN 83-71642113.
- Car i imperator – Namaszczenie władcy i semantyka tytułów monarchy, Katowice 2002, tłum. Henryk Paprocki, Wydawnictwo Naukowe Śląsk, s. 100, ISBN 83-7164-332-2.
- Religia i semiotyka, wybór, przekład i przedmowa Bogusław Żyłko, Gdańsk 2002, Wyd. słowo/obraz terytoria, s. 216, ISBN 83-88560-67-0.
- Krzyż i koło. Z historii symboliki chrześcijańskiej, przeł. i przedm. Bogusław Żyłko, przeł. tekstów cerkiewnosłowiańskich Zoja Nowożenowa, Swietłana Waulina, Dorota Żyłko, Gdańsk: Wydawnictwo Słowo/obraz Terytoria 2010.

Teksty w antologiach:
- Semiotyka kultury, praca zbiorowa, Warszawa 1977, PIW, s. 466 (Zawiera m.in. tekst napisany z Jurijem Łotmanem O semiotycznym mechanizmie kultury oraz Strukturalna wspólnota różnych rodzajów sztuki (na przykładzie malarstwa i literatury), O systemie przekazu obrazu w rosyjskim malarstwie ikon, Gramatyczna poprawność i metaforyka poetycka (Tezy)).
- Sztuka w świecie znaków, Gdańsk 2002, s. 264, Wyd. słowo/obraz terytoria, ISBN 83-8856059X (antologie otwiera „autoprezentacyjny” artykuł Borisa Uspienskiego, ukazujący miejsce semiotyki sztuki wśród całości tematów badawczych tartusko-moskiewskiej szkoły semiotyki).